# Захарян, Арфеник Абрамовна
Арфеник Абрамовна Захарян (азерб. Arfenik Abramovna Zaxaryan, арм. Արփենիկ Աբրամի Զախարյան; 15 июня 1913, Шаруккар, Елизаветпольский уезд — ?) — советский азербайджанский виноградарь, Герой Социалистического Труда (1949).

## Биография
Родилась 15 июня 1913 года в селе Шаруккар Елизаветпольского уезда Елизаветпольской губернии (ныне село Кемеркая Дашкесанского района Азербайджана).
С 1932 года звеньевая, с 1962 года рабочая виноградарского совхоза имени Низами города Кировабад. В 1948 году получила урожай винограда 170,4 центнеров с гектара на площади 3 гектара, в следующем году Захарян с этой же площади собрала по 179,7 центнеров винограда с гектара.
С 1968 года пенсионер союзного значения.
Указом Президиума Верховного Совета СССР от 5 октября 1949 года за получение высоких урожаев винограда в 1948 году Захаряну Арфеник Абрамовне присвоено звание Героя Социалистического Труда с вручением ордена Ленина и золотой медали «Серп и Молот».
Активно участвовала в общественной жизни Азербайджана. Член КПСС с 1951 года.